# NGC 3843
NGC 3843 é uma galáxia espiral (S0-a) localizada na direcção da constelação de Virgo. Possui uma declinação de +07° 55' 34" e uma ascensão recta de 11 horas, 43 minutos e 54,6 segundos.
A galáxia NGC 3843 foi descoberta em 27 de Abril de 1881 por Edward Singleton Holden.